# NSTG Troppau
Die Nationalsozialistische Turngemeinde (NSTG) Troppau war ein deutscher Sportverein aus dem mährisch-schlesischen Troppau. Die NSTG existierte bis 1945. Troppau gehört heute zu Tschechien und heißt Opava. 

## Geschichte
Die NSTG Troppau gründete sich 1939 als Zusammenschluss aller örtlichen Sportvereine, darunter der Deutsche SV Troppau, dessen Stadion DSV-Platz am Schützenhaus fortan als Heimstätte diente. 1941 stieg die Mannschaft in die Gauliga Sudetenland auf, aus der sie sich ebenso wie der LSV Proßnitz im November 1942 zurückzog. 1943 wurde sie der Gauliga Böhmen-Mähren zugeteilt, nahm aber dennoch nicht am Spielbetrieb der Meisterschaft teil. Ob weiterhin Spielbetrieb stattfand ist unklar, spätestens im Jahr 1945 erlosch der Verein.